# デジタル放送

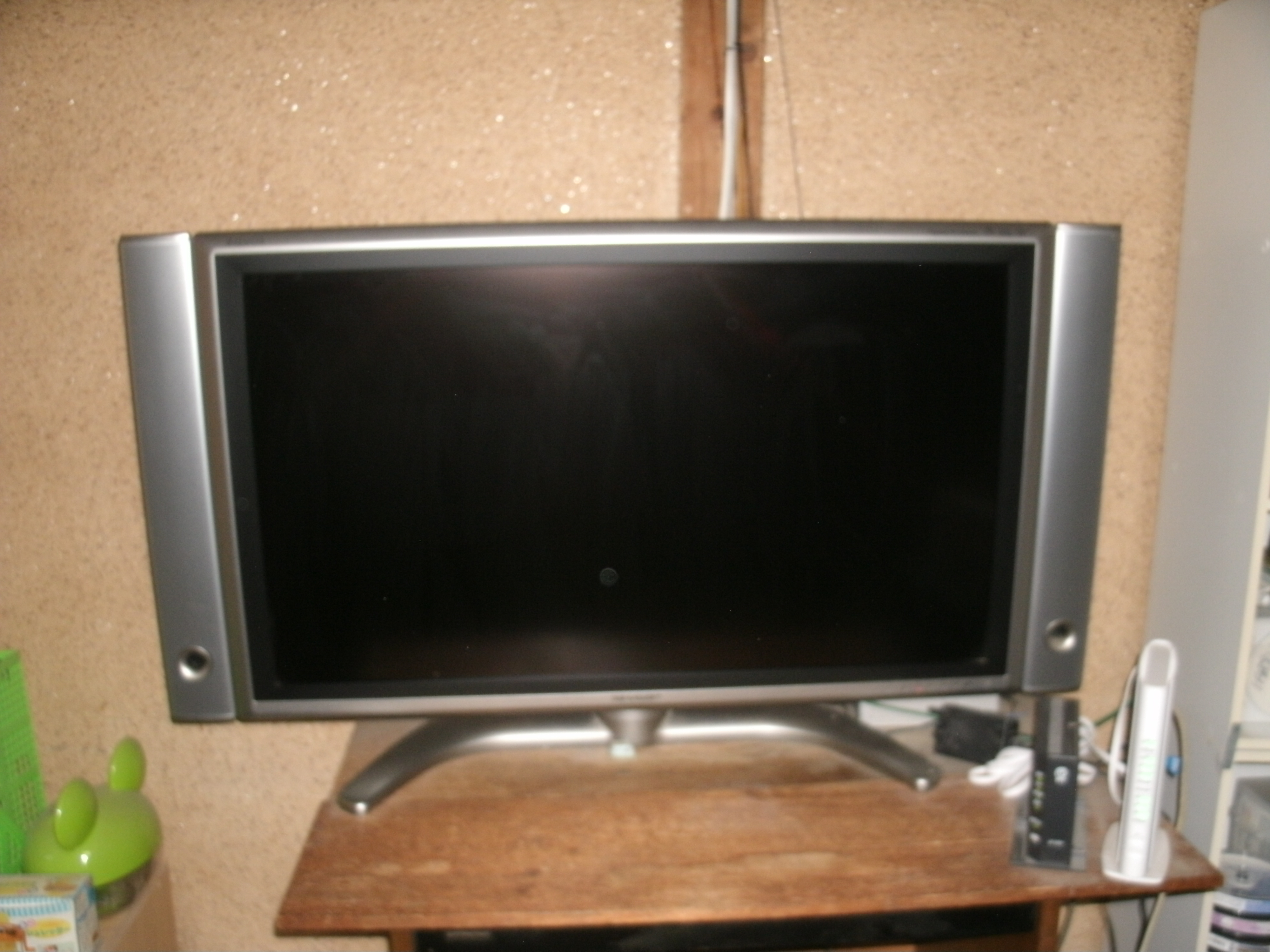
デジタルテレビ

デジタル放送（デジタルほうそう、digital broadcasting）とは放送局により行われるデジタル方式の放送のことである。通常のアナログ放送と同様の電波帯域を使い、アナログデータの代わりにデジタルデータを伝送する放送である。
日本においては、狭義には「デジタル方式の無線局により行われる放送」を言う（電波法施行規則第二条第一項第二十八の十六号）。広義には、デジタル方式により行われる放送全般、すなわち1990年代以降の、アナログ放送と同様に音声・映像などのマルチメディアデータを一定の規格に基づき放送するサービスを意味する。
最広義にはIPを利用したインターネット放送（インターネットテレビ、インターネットラジオ、IP放送）まで含まれうるが、本項では除外する。

## 概要
従来のアナログ放送よりも電波障害に強く、高音質な音声や多チャンネル放送・データ放送・双方向性機能があることが大きな特徴である。
文字多重放送では、少量のテキストデータを狭い帯域で伝送する。このようなデータ放送では必要帯域が少ないため、1980年代から実用化された。テレビでの動画は情報の冗長性が大きくそのまま放送するには適さないため、データ圧縮が行なわれる。このデータ圧縮に関する情報理論の研究が進み、またコンピュータの処理性能も高まったため一般的な放送としての実用化が行なえるようになった。

## 特徴
アナログ放送に比べ、次のような特徴がある。

### 利点
- 冗長情報の付加と誤り訂正により伝送中にある程度のノイズが混入しても情報劣化が無く、元の情報が復元できる
- データのフォーマットを比較的容易に変更できる
  - チャンネル構成を柔軟に運用できる
  - 通信のような他のメディアとの親和性が高い
- 著作権保護（コピーガード）
- 副次的なデータの併送が容易である

### 欠点
- 大きなノイズでは情報劣化が大きくなる。データ圧縮を使っている場合は、復号がまったくできなくなる。通信と異なり再送要求ができないため、この問題は放送において深刻である
- データ圧縮・伸張に時間がかかる（特にテレビジョン放送は、データ量が膨大であることから避けられない）。そのため、チャンネル変更などの応答が悪くなる場合がある。また緊急地震速報、時報、生中継などのリアルタイム性が低下する

## 歴史

### 世界
- 1998年
  - 9月 - イギリスで、世界に先駆けて地上デジタル放送への移行開始（2012年10月24日完了）。
  - 11月 - アメリカ合衆国で、地上デジタル放送への移行開始（2006年完了予定だったが、2度の期限延長を経て2009年6月12日に完了）。
- 1999年4月 - スウェーデンで地上デジタル放送への移行開始（2007年10月15日完了）。
- 2000年5月 - スペインで地上デジタル放送への移行開始（2010年4月3日完了）。
- 2001年
  - 1月 -  オーストラリアで地上デジタル放送への移行開始（2013年12月10日完了）。
  - 8月 - フィンランドで地上デジタル放送への移行開始（2007年9月1日完了）。
  - 10月 - 大韓民国で地上デジタル放送への移行開始（2012年12月31日完了）。
- 2002年
  - 7月 - クロアチアで地上デジタル放送への移行開始（2011年1月1日完了）。
  - 11月 - ドイツで地上デジタル放送への移行開始（2008年11月25日完了）。
- 2003年
  - 3月 - カナダで地上デジタル放送への移行開始（2011年8月31日完了）。
  - 4月 - オランダで地上デジタル放送への移行開始（2006年12月11日完了）。
  - 8月 - スイスで地上デジタル放送への移行開始（2008年2月25日完了）。
  - 12月 - イタリアで地上デジタル放送への移行開始（2012年7月4日完了）。
- 2004年
  - 1月 - 台湾で地上デジタル放送への移行開始（2012年6月30日完了）。
  - 11月 - ブルガリアで地上デジタル放送への移行開始（2013年9月30日完了）。
- 2005年
  - 3月 - フランスで地上デジタル放送への移行開始（2011年11月28日完了）。
  - 10月 - チェコで地上デジタル放送への移行開始（2011年11月11日完了）。
- 2006年
  - 1月 - ギリシャで地上デジタル放送への移行開始（2015年12月31日完了）。
  - 2月 - トルコで地上デジタル放送への移行開始。
  - 3月 - デンマークで地上デジタル放送への移行開始（2009年10月31日完了）。
  - 6月 - 国際電気通信連合の地域無線通信会議にて、2015年までにデジタル放送への移行を推進する勧告を、ヨーロッパ・中東・アフリカ・日本等の約100カ国が採択。
  - 10月 - オーストリアで地上デジタル放送への移行開始（2011年6月7日完了）。
- 2007年
  - 5月 - ニュージーランドで地上デジタル放送への移行開始（2013年12月1日完了）。
  - 9月 - ノルウェーで地上デジタル放送への移行開始（2009年11月30日完了）。
  - 12月- ブラジルがデジタルテレビ放送を放送開始（2019年12月31日完了）。
- 2008年
  - 1月 - 中華人民共和国で地上デジタル放送への移行開始（2021年3月31日完了）。
  - 2月 - シンガポールで地上デジタル放送への移行開始（2018年1月1日完了）。
  - 12月1日 - ハンガリーで地上デジタル放送への移行開始（2013年10月31日完了）。
- 2009年
  - 4月 - ポルトガルで地上デジタル放送への移行開始（2012年4月26日完了）。
  - 9月 - ポーランドで地上デジタル放送への移行開始（2013年7月23日完了）。
- 2013年1月 - ブラジルで地上デジタル放送への移行開始（2018年11月25日完了）。

### 日本
- 1985年11月 - 東京・大阪のNHK総合テレビにて、文字多重放送開始。
- 1992年6月 - CS-PCM音声放送開始。
- 1995年4月 - St.GIGAにより、任天堂のスーパーファミコン周辺機器、サテラビューを受信端末とし放送衛星を使用した衛星データ放送、「スーパーファミコンアワー」（任天堂の撤退により、1999年6月に「セント・ギガ衛星データ放送」に改称）開始。
- 1996年9月 - 日本デジタル放送サービス（現：スカパーJSAT）により、DVB-S方式によるCSデジタル放送「パーフェクTV!」（現：スカパー!プレミアムサービス）開始。
- 1998年
  - 7月 - 一部のケーブルテレビでデジタルテレビ放送を開始。
  - 10月 - 地上デジタル放送懇親会の報告[1]を受け、政府が地上デジタル放送への移行を発表。
- 2000年
  - 6月 - 衛星データ放送「セント・ギガ衛星データ放送」終了。
  - 12月 - BSデジタルテレビ放送・BSデジタル音声放送（ISDB-S方式）放送開始。
- 2001年6月 - 電波法の改正により、地上デジタル放送への移行完了期限を2011年7月24日に決定。
- 2002年7月 - ISDB-S方式によるCSデジタルテレビ放送「スカイパーフェクTV!2」・「プラット・ワン」（現 スカパー!）開始。サーバ型放送（蓄積放送）機能を持つCSデジタルテレビ放送「ep」（ISDB-S方式）開始。
- 2003年
  - 10月 - 東京・大阪地区にて地上デジタル音声放送（ISDB-TSB方式）実用化試験開始。
  - 12月 - 東京・名古屋・大阪の3大都市圏にて地上デジタルテレビ放送（ISDB-T方式）放送開始。
- 2004年4月 - 「ep」が蓄積放送を終了。
- 2006年
  - 4月 - ワンセグ放送を開始。
  - 12月 -  全都道府県で地上デジタル放送を開始。
- 2010年7月 - 大阪地区の地上デジタル音声放送実用化試験を終了。
- 2011年
  - 3月 - 東京地区の地上デジタル音声放送実用化試験を終了。
  - 7月 - 岩手・宮城・福島3県の地域を除くCS-PCM音声放送ならびに地上・BSアナログテレビ放送を終了。
- 2012年
  - 3月 - 岩手・宮城・福島3県の地域のCS-PCM音声放送ならびに地上アナログテレビ放送を終了（日本全国で完全地上デジタル化完了）。
  - 4月 - 携帯端末向けマルチメディア放送のNOTTV開始。
- 2016年
  - 6月 - NOTTVサービス終了[2]。
  - 8月 - 4K・8K実験放送を開始。